# Spoorlijn Ahrdorf - Blankenheim Wald
De spoorlijn Ahrdorf - Blankenheim Wald ook wel Ahrtalbahn genoemd was een Duitse spoorlijn en was als spoorlijn 2637 onder beheer van DB Netz.

## Geschiedenis
De spoorlijn is in 1913 geopend door de Rheinische Eisenbahn om een tweede verbinding te maken met de spoorlijn Kalscheuren - Ehrang. Tijdens de Tweede Wereldoorlog is de lijn dusdanig beschadigd dat deze pas rond 1951 weer in gebruik kon worden genomen. Tot 1961 is de lijn vervolgens in gebruik geweest en daarna gesloten.

## Huidige toestand
Thans is de volledige lijn opgebroken.